# Oberdürnten
Oberdürnten är en ort i kommunen Dürnten i kantonen Zürich, Schweiz. Till orten hör även ortsdelen Breitenmatt.